# Santa Isabel (Puerto Rico)
Santa Isabel es un municipio de la costa sur del Estado Libre Asociado de Puerto Rico.

## Localización
El municipio de Santa Isabel está localizado en la parte central de la costa sur de Puerto Rico. También son parte de su territorio las puntas: Cayito, Petrona y Águila, así como los cayos: Barbería, Cabuzazos y caracoles.

## Límites
Sus colindancias son: por el sur, el mar Caribe; por el norte, Coamo; por el oeste, Juana Díaz y por el este, Salinas. Geográficamente, Santa Isabel está situado en lo que se conoce como la Llanura Aluvial Ponceña, Patillas del Llano Costero del Sur, al sur de la Cordillera Central) y la Sierra de Cayey.

## Datos básicos
- Santo Patrón: Santiago Apóstol
- Cognomento: La Ciudad de los Potros, Tierra de Campeones
- Gentilicio: Santaisabelinos
- Población: 23.274 habitantes (2010)[3]
- Extensión Territorial: 34,02 millas cuadradas (54,73 km²)
- Alcalde: Meldwin Rivera Rodriguez

## Barrios
- Santa Isabel Pueblo
- Boca Velázquez
- Descalabrado
- Jauca I
- Jauca II
- Felicia I
- Felicia II
- Playa

Los núcleos urbanos más poblados son: Playita Cortada, Jauca, Las Ollas y Paso Seco

## Patrimonio
El Malecón, Playa Jauca, Museo Indígena, Plaza de los Fundadores, Bosque Aguirre, Casa Alcaldía, Iglesias, Biblioteca Pública, La Casa de Piedra, Monumentos a Camarero, la Gaviota y la Villa Pesquera. El pueblo se ha convertido durante los últimos años en un centro de comercio de la Zona Sur con el desarrollo de centros comerciales y extensos proyectos de vivienda que colindan con la principal vía pública de la Isla y también se ha convertido en un centro actividad industrial.

## Historia
Durante la época precolombina, la zona fue habitada por sociedades indígenas. La buena calidad del terreno, la abundancia de manantiales, corrientes de agua y el fácil acceso al mar fueron los factores que llamaron la atención de estos aborígenes. Por esas razones, el área es conocida por sus ricos yacimientos arqueológicos. De hecho, en esta zona se encontró el cemí más grande hallado en Puerto Rico.
El área que hoy se conoce como Santa Isabel formó parte de la tercera ciudad permanente fundada por los españoles, la Villa de San Blás e Illesca, en Coamo. De hecho, Coamo Abajo fue el nombre distintivo de lo que posteriormente sería Santa Isabel.
El 19 de noviembre de 1841, Santiago Méndez Vigo, Gobernador y Capitán General de Puerto Rico, aprobó la fundación del pueblo. Sin embargo, es el 5 de octubre de 1842 la fecha, que por tradición, se celebra para el aniversario de la fundación del pueblo.

## Fiestas
- Fiestas de Reyes - enero
- Fiestas Patronales - julio
- Carnaval de Baloncesto (barrio Ollas) - julio
- Carnaval El Pino (barrio Velázquez)- noviembre
- Encendido Navideño de Felicia (barriada Felicia)-noviembre

## Deportes
- Equipos de Béisbol Clase A (Potros Salvajes de Paso Seco, Marlins de Felicia y Jueyeros de Jauca)
- Equipo de Béisbol Doble A (Potros de Santa Isabel)
- Carnaval de Baloncesto (barrio Ollas) - julio
- Liga de Baloncesto Infantil Interbarrio - agosto-noviembre
- Tienda de Deportes (Zone Deportiva)
- Equipo de Béisbol Doble A Juvenil (Potritos U19)
- Equipos de Soccer (Club de Fútbol de Santa Isabel)
- Voleibol Colegial (UAGM Santa Isabel)

## Bandera
Paño dividido en tres franjas horizontales. Como característica interesante esta bandera es similar a la bandera nacional de España, con excepción de la franja superior blanca en el tope del paño. Blanca en la parte superior, amarillo en la central y rojo abajo.
El significado de los colores: el blanco representa la pureza, el amarillo representa la caña con o sin los tallos o el armamento de los tallos de la caña de azúcar y el rojo representa la caridad.

## Escudo
Los esmaltes o colores del escudo y las figuras que lleva aluden al nombre del pueblo, a la fecha de su fundación, a su Santo Patrón y a las supremas autoridades, bajo cuyo gobierno se estableció el municipio. Santa Isabel está simbolizada por la I latina y su corona de tipo medieval. Los esmaltes plata y rojo, que son los antiguos colores de Hungía, representan la pureza y la calidad.
El Apóstol Santiago está simbolizado por las veneras, denominadas también en la heráldica con los nombres cristianos de Conchas de Santiago o Conchas de peregrino, debido a que fueron el emblema de romeros, peregrinaciones y santuarios en la Edad Media. Los esmaltes oro y rojo del escudo y la corona mural, representan los orígenes españoles. La corona mural es el timbre propio de los pueblos y municipios. Los tallos de caña de azúcar que rodean el escudo, aluden al principal producto agrícola de Santa Isabel y a elementos característicos de su paisaje.